# 네 번째 왕
네 번째 왕(영어:The Fourth King)은 대한민국의 장편 애니메이션이다. 정흥철이 제작 및 감독한다. 2017년 개봉 예정이었으나, 현재는 개봉일이 계속 미뤄져 아직은 미정이다.